# Incendios forestales en Chile de 2025
Los incendios forestales en Chile de 2025 se originaron a partir del 9 de enero de dicho año en múltiples focos en las regiones de Coquimbo, Valparaíso, O'Higgins, Maule, Ñuble, Biobío, Araucanía, Los Ríos, y Los Lagos. Hasta el 9 de febrero, los incendios de mayor gravedad se han concentrado en la Región de La Araucanía.

## Incendios por región

### Región de Coquimbo
El 20 de enero las autoridades realizaron un balance de los incendios forestales y mantuvieron un monitoreo ante el pronóstico de altas temperaturas entre las regiones de Coquimbo y La Araucanía. Se informó que hasta las 12:30 horas de ese día se mantenían 8 incendios en combate y 16 controlados a nivel nacional. Se enfatizó la importancia de la coordinación entre los organismos del Sistema Nacional de Prevención y Respuesta ante Desastres (SINAPRED) para enfrentar la situación.
El 8 de febrero la Dirección Meteorológica de Chile emitió una alerta amarilla por calor intenso para varias comunas de la Región de Coquimbo, incluyendo La Higuera, Vicuña, Paihuano, Río Hurtado, Monte Patria, Combarbalá, Illapel y Salamanca. Se pronosticaron temperaturas máximas que podrían alcanzar los 36 °C, aumentando el riesgo de incendios forestales. Las autoridades hicieron un llamado a la población a tomar medidas de precaución y evitar actividades que pudieran generar chispas o fuego en zonas de vegetación.
Al día siguiente, la directora nacional del Servicio Nacional de Prevención y Respuesta ante Desastres (SENAPRED), Alicia Cebrián, informó que a nivel nacional se registraban 15 incendios forestales en combate, concentrándose principalmente en la Región de La Araucanía. Aunque la Región de Coquimbo no presentaba incendios activos en ese momento, se mantenía la alerta por altas temperaturas y el llamado a la prevención.

### Región de Valparaíso
El 5 de febrero un incendio forestal se desarrolló en la comuna de Tiltil, en el sector Tapihue, afectando al menos 150 hectáreas. El siniestro generó una gran columna de humo visible desde varias localidades de las regiones Metropolitana y de Valparaíso. Bomberos de diversas compañías trabajaron en la emergencia para controlar el fuego.
Ante la previsión de temperaturas que podrían alcanzar los 40 °C durante el fin de semana, el Gobierno de Chile declaró el 7 de febrero alerta roja en esta región. Además, se implementó la medida de "faena cero", que implica la suspensión de actividades agrícolas y forestales, así como el cierre de parques nacionales durante el mes de febrero, con el objetivo de prevenir riesgos de incendios.
El 8 de febrero, SENAPRED ordenó la evacuación del sector Hacienda San Enrique, en la comuna de Santo Domingo, debido a un incendio forestal que amenazaba la zona. La medida fue comunicada a través del Sistema de Alerta de Emergencia (SAE).

### Región de O'Higgins
El 7 de febrero la Dirección Meteorológica de Chile emitió una alerta por calor extremo para la Región de O'Higgins, con temperaturas que podrían alcanzar los 37 °C. Las autoridades recomendaron evitar la exposición directa al sol, mantenerse hidratado y usar ropa ligera y protector solar. Además, se ordenó el cierre de parques nacionales en la región para prevenir incendios forestales.
Dos días después, las autoridades regionales realizaron una mesa técnica para evaluar la situación ante las temperaturas extremas. A pesar de los pronósticos adversos, no se registró un aumento significativo en los incendios forestales durante el fin de semana, contabilizándose solo tres siniestros que fueron controlados y extinguidos. Se reforzaron los patrullajes preventivos y se reiteró el llamado a la comunidad a no encender fuego y a denunciar conductas de riesgo.

### Región del Maule
El 25 de enero ocurrió un incendio forestal en la comuna de San Javier, Región del Maule, siendo más de 1500 hectáreas afectadas por el fuego. Se declaró Alerta Roja en la zona.
El 7 de febrero se ha emitido una alerta por ola de calor extremo en la región, con temperaturas cercanas a los 40 °C. Las autoridades han recomendado evitar la exposición al sol y mantenerse hidratado. Además, se han cerrado varios parques nacionales para evitar el riesgo de incendios.
Al día siguiente el gobierno chileno ha declarado estado de emergencia en la Región del Maule debido a la magnitud de los incendios forestales. Se ha establecido toque de queda en algunas comunas para evitar actos de vandalismo y facilitar las operaciones de emergencia. Además, se han registrado incendios en 15 sectores, con alrededor de 60 arrestos por sospechas de incendios provocados.

### Región de Ñuble
El 9 de febrero en la Región de Ñuble, 22 incendios forestales continúan activos, mientras que otros seis están en fase de observación y 51 han sido controlados. Se ha implementado un toque de queda en 12 comunas de la región para prevenir incidentes y proteger a los habitantes.

### Región del Biobío
El Gobierno de Chile declaró alerta roja en la Región del Biobío el 7 de febrero debido a una ola de calor extremo, con temperaturas que alcanzaron los 40 °C. Esta medida implicó la movilización de recursos para prevenir y combatir incendios forestales. Además, se ordenó el cierre de parques nacionales en la región para reducir riesgos.
Durante el 8 de febrero se registraron cuatro incendios forestales activos en las comunas de Mulchén, Hualqui, Santa Juana y Tirúa, sumando más de 1,200 hectáreas afectadas. La situación más crítica se presentó en Mulchén, donde las llamas consumieron aproximadamente 1,200 hectáreas. Las autoridades evaluaron la posibilidad de implementar un toque de queda para facilitar las labores de emergencia.
El director regional de la Corporación Nacional Forestal (Conaf), Esteban Krause, informó sobre 11 incendios en la región, destacando el de Chumulco en Mulchén, que afectó alrededor de 1,300 hectáreas. También expresó preocupación por un incendio en el sector de Punta de Parra, en la comuna de Tomé.
Al día siguiente, la SENAPRED declaró Alerta Roja para la Región del Biobío debido a la simultánea ocurrencia de incendios forestales que amenazan directamente a centros poblados y representan un riesgo para la vida de las personas. Esta decisión se tomó tras la aparición de nuevos focos de incendios en distintos puntos de la comuna de Mulchén.
El delegado presidencial regional, Eduardo Pacheco, informó que los incendios se concentran en tres puntos de la región: Punta de Parra (comuna de Tomé), Chumulco (comuna de Mulchén) y La Greda (comuna de Penco). Se destacó que, hasta el momento, no se han reportado personas ni viviendas afectadas directamente por los incendios forestales.
El 14 de febrero, dos focos de fuego en los bosques de los cerros de Lebu, capital de la provincia de Arauco, obligaron a evacuar con alertas sonoras y avisos a los teléfonos celulares a los habitantes de ese sector de la comuna.Ese mismo día, fue decretada la alerta roja para la comuna de Los Álamos, debido a un incendio forestal en el sector Araucana Tres Pinos que se aproximaba peligrosamente a sitios poblados y había logrado consumir 33 hectáreas de bosque. El siniestro logró ser controlado al día siguiente y se canceló la alerta.
La tarde del 23 de marzo de 2025, se registraron grandes incendios forestales en las regiones de Biobío (Mulchén), Ñuble, La Araucanía (Gorbea, Padre Las Casas, Traiguén, Ercilla y Galvarino) y Los Ríos. Con vientos de más de 100 km/h, ha sido complejo para los servicios de urgencia controlar las más de 200 hectáreas afectadas. Debido al viento también se ha encomendado un corte de electricidad preventivo para als comunas de Quilaco, Quilleco, Santa Bárbara, Tucapel y Mulchén. En la región del Biobío, se declaró alerta regional a raíz del avance del fuego en las comunas de Mulchén y Tucapel, siendo siete focos de incendios en esas comunas. Posteriormente, se decretó alerta roja en toda la región del Biobío, mientras que en la región de Los Ríos se declaró alerta roja en la comuna de Paillaco ante la cercanía de las llamas a sectores habitados.

### Región de La Araucanía
El 8 de febrero los incendios en la Región de La Araucanía han obligado a la evacuación de más de 860,000 personas. Se reportó el fallecimiento de una mujer de 84 años debido a las llamas. Las condiciones climáticas adversas, con temperaturas superiores a 40 °C y fuertes vientos, han dificultado el control del fuego. Se declaró alerta roja en la región y toque de queda en algunas comunas. Además, se han registrado cinco detenciones por sospechas de incendios intencionales.
Al día siguiente el gobierno de Chile ha decretado estado de emergencia preventiva en la Región de La Araucanía. Las autoridades han desplegado patrullas militares para evitar posibles incendios intencionados. Se ha reportado que varios focos de incendios permanecen activos en la región, complicando los esfuerzos de contención.

### Región de Los Ríos
El 9 de enero la Dirección Regional del SENAPRED declaró una Alerta Temprana Preventiva para la Región de Los Ríos debido a un evento de altas temperaturas extremas previsto entre el 11 y el 12 de enero. Se anticipó una disminución de la humedad en los combustibles vegetales y vientos provenientes del oeste, condiciones que favorecen la ocurrencia de incendios forestales. Las autoridades instaron a la población a extremar las precauciones para evitar la generación de incendios.
El 1 de febrero un incendio forestal en la comuna de Los Lagos afectó una superficie de 4,7 hectáreas de vegetación. Gracias a la respuesta de las brigadas de la CONAF y Bomberos, el fuego fue controlado el 5 del mismo mes sin que se reportaran daños a viviendas ni personas lesionadas.

### Región de Los Lagos
El 12 de enero la Secretaría Regional Ministerial de Agricultura informó que, hasta la fecha, se habían registrado 125 incendios forestales en la región, en comparación al ciclo 2023-2024, afectando una superficie de 83,26 hectáreas. Esta cifra representa un incremento de 9 incendios en comparación con el mismo periodo de la temporada anterior. Las autoridades hicieron un llamado a la población a extremar las medidas de prevención, especialmente ante las condiciones de altas temperaturas y vientos pronosticadas para los días siguientes.
El 23 de enero la Delegada Presidencial Regional de Los Lagos, Paulina Muñoz, junto con el director regional de CONAF, Miguel Leiva, y la Seremi de Agricultura, Tania Salas, realizaron un balance de la temporada de incendios forestales 2024-2025. Desde el 1 de julio de 2024 hasta el 22 de enero de 2025, se registraron 167 incendios forestales en la región, afectando un total de 170 hectáreas, siendo siete en la provincia de Palena, 13 en la provincia de Osorno, 68 en la provincia de Llanquihue y 79 en la provincia de Chiloé.

## Damnificados, daños materiales y fallecidos
El 20 de enero en la Región Metropolitana, un incendio en la comuna de San José de Maipo afectó más de 300 hectáreas de bosque nativo y áreas recreativas. El fuego obligó a la evacuación de residentes y turistas, dejando a varias personas damnificadas y causando daños en propiedades y equipamientos turísticos. Las brigadas de emergencia trabajaron arduamente para contener el incendio y evitar su propagación a zonas habitadas.
El 20 de enero en la comuna de Cauquenes —Región del Maule—, un incendio forestal consumió más de 500 hectáreas de vegetación nativa y plantaciones forestales. El siniestro dejó a varias familias damnificadas y causó daños significativos en infraestructura agrícola. Las autoridades locales declararon alerta roja y coordinaron esfuerzos para controlar el fuego y brindar asistencia a los afectados. El 8 de febrero fallece en la comuna de Curepto a causa del incendio forestal Virginia Martínez, la primera patóloga chilena.
Durante los incendios del 20 de enero en la Región de La Araucanía, comuna de Los Sauces, tres brigadistas de la empresa CMPC murieron mientras combatían las llamas. El 8 de febrero, un incendio forestal en la comuna de Purén dejó un saldo de 12 personas damnificadas. Seis viviendas y cuatro estructuras adicionales están siendo evaluadas para determinar el nivel de daño. Las autoridades locales han brindado apoyo a las familias afectadas y se encuentran monitoreando la situación para prevenir nuevos focos de incendio.

## Respuesta del Estado

### Plan de Acción 2024-2025

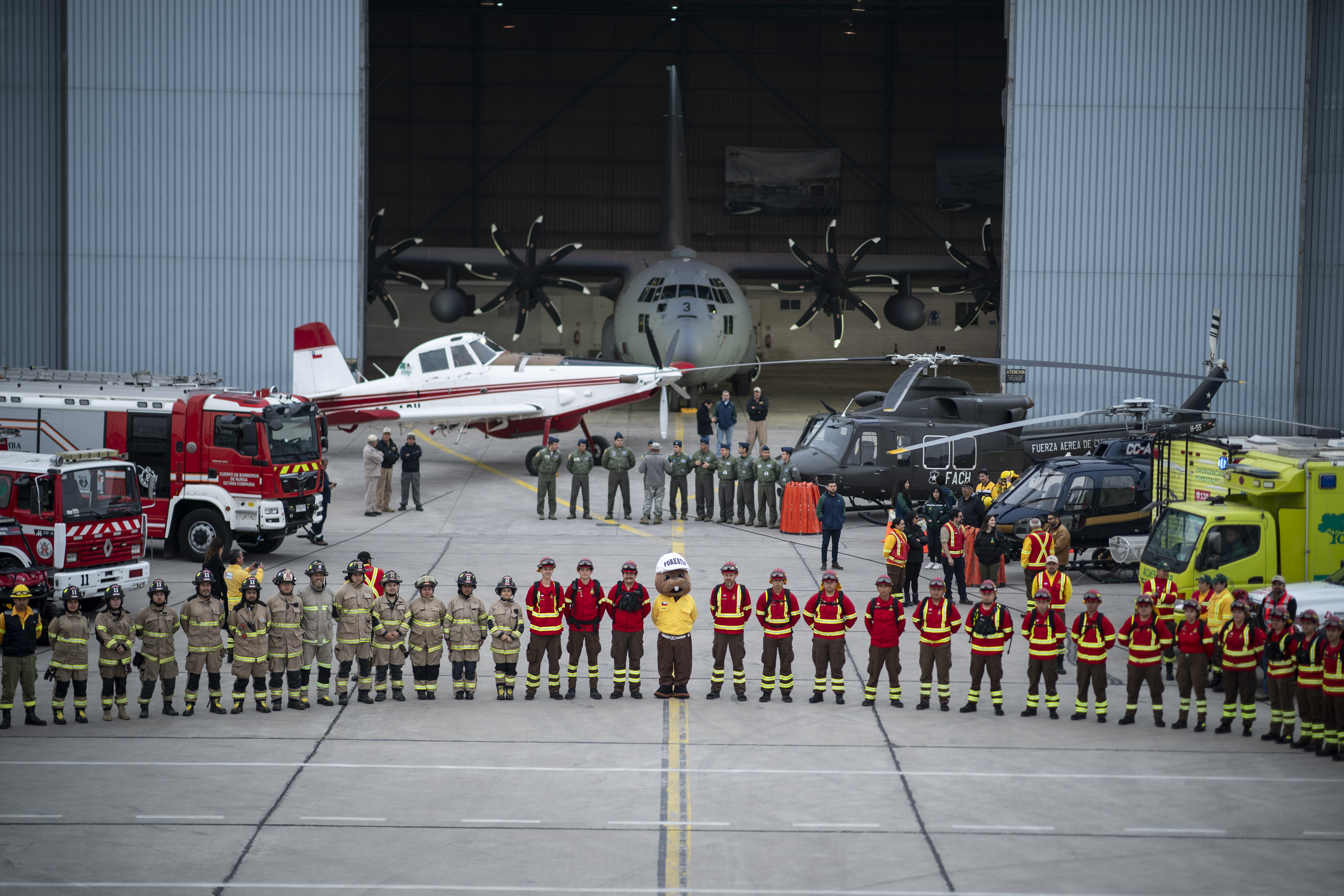
Lanzamiento del Plan de Acción de Prevención, Mitigación y Control de Incendios 2024 - 2025.

En octubre de 2024, el Gobierno presentó el Plan de Acción 2024-2025 para enfrentar incendios forestales, que incluye la operación de 283 brigadas diurnas y 28 nocturnas, sumando un total de 311 brigadas a nivel nacional; la incorporación de 74 aeronaves, entre aviones y helicópteros, para el combate de incendios; la implementación de programas para reducir quemas y manejo de material vegetal combustible; y la asignación de M$156.000.000 para la temporada, destinados a fortalecer la prevención y combate de incendios.

### Incorporación del helicóptero CH-47 Chinook
Para reforzar la capacidad de respuesta, se sumó a la flota de la Corporación Nacional Forestal (CONAF) el helicóptero CH-47 Chinook, que posee una capacidad de lanzamiento de hasta 10.000 litros de agua por vuelo, y una velocidad de traslado de 220 km/h. Esta aeronave operará desde el aeródromo Bernardo O’Higgins en Chillán, Región de Ñuble, y se suma a otras incorporaciones como dos aviones tanqueros de 15.000 litros cada uno y el avión Air Tractor AT-802A.

### CONAF
Para monitorear en tiempo real los incendios forestales en Chile, la CONAF ha puesto a disposición herramientas digitales, incluyendo mapas interactivos y un sistema de alertas.

## Responsabilidades

### Cambio climático
El cambio climático en Chile ha sido señalado como un factor clave en el aumento de incendios forestales en el país. Se estima que los incendios podrían aumentar en un 30% para 2050 si no se toman medidas preventivas. Además, la falta de planificación urbana en áreas que combinan zonas forestales con asentamientos humanos ha agravado la crisis.

### Intencionalidad de los incendios
El 8 de febrero, el presidente Gabriel Boric declaró estado de emergencia preventiva y toque de queda en varias comunas de La Araucanía debido a incendios forestales que, según indicó, presentan indicios de haber sido provocados intencionalmente. El mandatario afirmó: "Tenemos razones fundadas para creer que gran parte de los incendios que afectan hoy a la zona de La Araucanía son intencionales". Además, instruyó a la Policía de Investigaciones (PDI) a desplegar sus mejores equipos para investigar y encontrar a los responsables. Hasta esa fecha, se habían detenido a más de 60 personas por su presunta participación en la generación de incendios en la región.
Durante el 9 de febrero, el Servicio Nacional de Prevención y Respuesta ante Desastres (Senapred) emitió alertas de evacuación para sectores de La Araucanía debido al avance de incendios forestales. Las autoridades informaron que, en el marco de las investigaciones, fueron detenidas cinco personas ese fin de semana, sumándose a las más de 60 detenciones previas relacionadas con incendios intencionales. Las penas para estos delitos pueden alcanzar hasta 20 años de cárcel.

## Reacciones internacionales
Se ha fortalecido la cooperación entre Chile y el estado de California en Estados Unidos para el combate de incendios forestales. Equipos de la CONAF han recibido capacitación por parte de expertos de CAL FIRE en estrategias avanzadas para la contención de incendios.